# Carl Dickinson
Carl Matthew Dickinson, född 31 mars 1987 i Swadlincote, Derbyshire, är en engelsk fotbollsspelare. Han är en före detta spelare från Derby Countys ungdomsakademi, som skrev på för Stoke Citys akademi år 2002. Sedan 2013 spelar Dickinson för Port Vale.

## Fotnoter
1. ↑  transfermarkt.com, transfermarkt.com spelar-ID: 34337, läst: 9 oktober 2017.[källa från Wikidata]
2. ↑  Base de Datos del Futbol Argentino, BDFA spelar-ID: 69097.[källa från Wikidata]